# Paraguay en los Juegos Panamericanos Junior de 2021
Paraguay compitió en los Juegos Panamericanos Junior 2021 en Cali-Valle, Colombia del 25 de noviembre al 5 de diciembre de 2021.
Los abanderados en la ceremonia inaugural fueron la nadadora Luana Alonso y el judoca Ángel Gini. En la ceremonia de clausura los abanderados fueron el remero ganador de la medalla de oro, Javier Insfran, y la esgrimista ganadora de la medalla de bronce, Montserrat Viveros.

## Medallas por deporte
| Deporte    |   |   |   |    |
| ---------- | - | - | - | -- |
| Remo       | 2 | 1 | 1 | 4  |
| Natación   | 0 | 1 | 1 | 2  |
| Tenis      | 0 | 1 | 1 | 2  |
| Balonmano  | 0 | 1 | 0 | 1  |
| Esgrima    | 0 | 0 | 1 | 1  |
| 5 deportes | 2 | 4 | 4 | 10 |

## Medallistas
| Medalla | Atleta | Deporte   | Evento                     | Fecha                   |
| ------- | --- | --------- | -------------------------- | ----------------------- |
|         | Javier Insfran | Remo      | M1X                        | 2 de diciembre de 2021  |
|         | Nicole Martínez González | Remo      | W1X                        | 4 de diciembre de 2021  |
|         | Luana Alonso | Natación  | 200 m combinado individual | 27 de noviembre de 2021 |
|         | Ana Yamile Oliveira Cabrera Fátima Acuña Fátima Ocampos Fiorella Olmedo Aranda Gabriela Benítez Almada Jazmín Samaniego Benitez Jazmín Mendoza Julieta Anahí Chilavert Moreno Kiara Vergara Martínez Liliana Acuña Maggie Lugo Lara María Paula Fernández Shelsea Maria Belén Careaga Sofía Villalba | Balonmano | Torneo femenino            | 28 de noviembre de 2021 |
|         | Daniel Villalba Acuña Gustavo Ávalos Iván Estigarribia Nicolás Villalba Acuña | Remo      | M4                         | 3 de diciembre de 2021  |
|         | Leyla Britez | Tenis     | Individual femenino        | 4 de diciembre de 2021  |
|         | Matheo Mateos | Natación  | 100 m mariposa             | 30 de noviembre de 2021 |
|         | Daniel Villalba Acuña Nicolás Villalba Acuña | Remo      | M2                         | 1 de diciembre de 2021  |
|         | Daniel Vallejo Martin Vergara | Tenis     | Dobles masculino           | 3 de diciembre de 2021  |
|         | Gabriela Mendoza | Esgrima   | Espada individual          | 4 de diciembre de 2021  |